# Попень (Селаж)
Попень, Попені (рум. Popeni) — село у повіті Селаж в Румунії. Входить до складу комуни Міршид.
Село розташоване на відстані 386 км на північний захід від Бухареста, 11 км на північний схід від Залеу, 61 км на північний захід від Клуж-Напоки.

## Населення
За даними перепису населення 2002 року у селі проживали 874 особи.
Національний склад населення села:
| Національність | Кількість осіб | Відсоток |
| -------------- | -------------- | -------- |
| румуни         | 618            | 70,7%    |
| цигани         | 240            | 27,5%    |
| угорці         | 14             | 1,6%     |

Рідною мовою назвали:
| Мова      | Кількість осіб | Відсоток |
| --------- | -------------- | -------- |
| румунська | 856            | 97,9%    |
| угорська  | 11             | 1,3%     |
| циганська | 7              | 0,8%     |